# Americorophium ellisi
Americorophium ellisi är en kräftdjursart som först beskrevs av Robert Alan Shoemaker 1943.  Americorophium ellisi ingår i släktet Americorophium och familjen Corophiidae. Inga underarter finns listade i Catalogue of Life.